# Fântânele (Prahova)
Pour les articles homonymes, voir Fântânele.
Fântânele est une commune roumaine du județ de Prahova, dans la région historique de Valachie et dans la région de développement du Sud.

## Géographie
La commune de Fântânele est située dans l'est du județ, dans la plaine valaque, à 5 km à l'ouest de Mizil et à 33 km au nord-est de Ploiești, le chef-lieu du județ.
La municipalité est composée des deux villages suivants (population en 1992) :
- Bozieni ;
- Fântânele (2 340), siège de la municipalité.

## Histoire
En 2004, les villages de Ghinoaica, Ungureni et Vadu Săpat se sont séparés de la commune de Fântânele pour former la nouvelle commune de Vadu Săpat.

## Politique
Le Conseil Municipal de Fântânele compte 11 sièges de conseillers municipaux. À l'issue des élections municipales de juin 2008, Dumitru mateiu (PSD) a été élu maire de la commune.
| Parti                                                | Nombre de conseillers |
| ---------------------------------------------------- | --------------------- |
| Parti social-démocrate (PSD)                         | 6                     |
| Parti démocrate-libéral (PD-L)                       | 3                     |
| Parti de la Nouvelle Génération - Chrétien-démocrate | 1                     |
| Parti de l'Initiative nationale                      | 1                     |

## Religions
En 2002, avant que les villages de Ghinoaica, Ungureni et Vadu Săpat ne quittent la commune, la composition religieuse de la commune était la suivante :
- Chrétiens orthodoxes, 99,63 % ;
- Pentecôtistes, 0,29 %.

## Démographie
En 2002, la commune comptait 4 118 Roumains (99,95 %).
| 2002  | 2007  |
| ----- | ----- |
| 4 120 | 2 294 |

## Économie
L'économie de la commune repose sur l'agriculture.

## Communications

### Routes
La commune se trouve à proximité de la route nationale DN1B Ploiești-Mizil-Buzău.